# Synagoge (Marienbad)

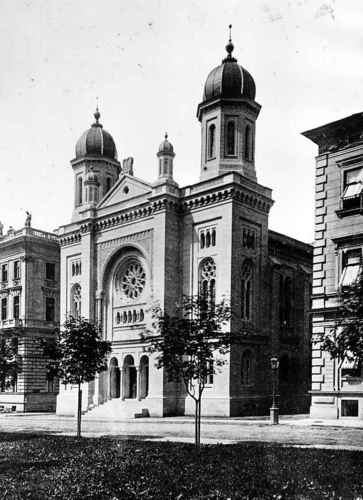
Synagoge in Marienbad (um 1910)

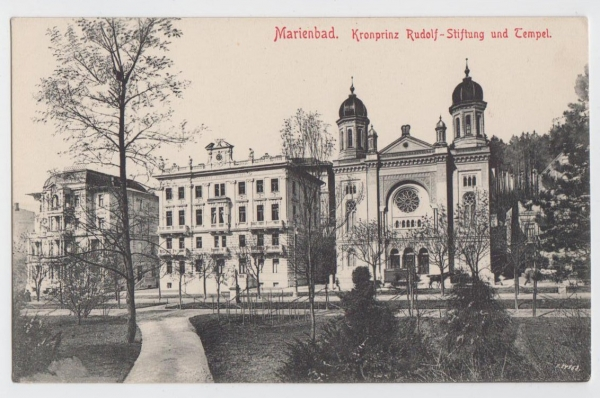
Ansichtskarte mit der Synagoge (1906)

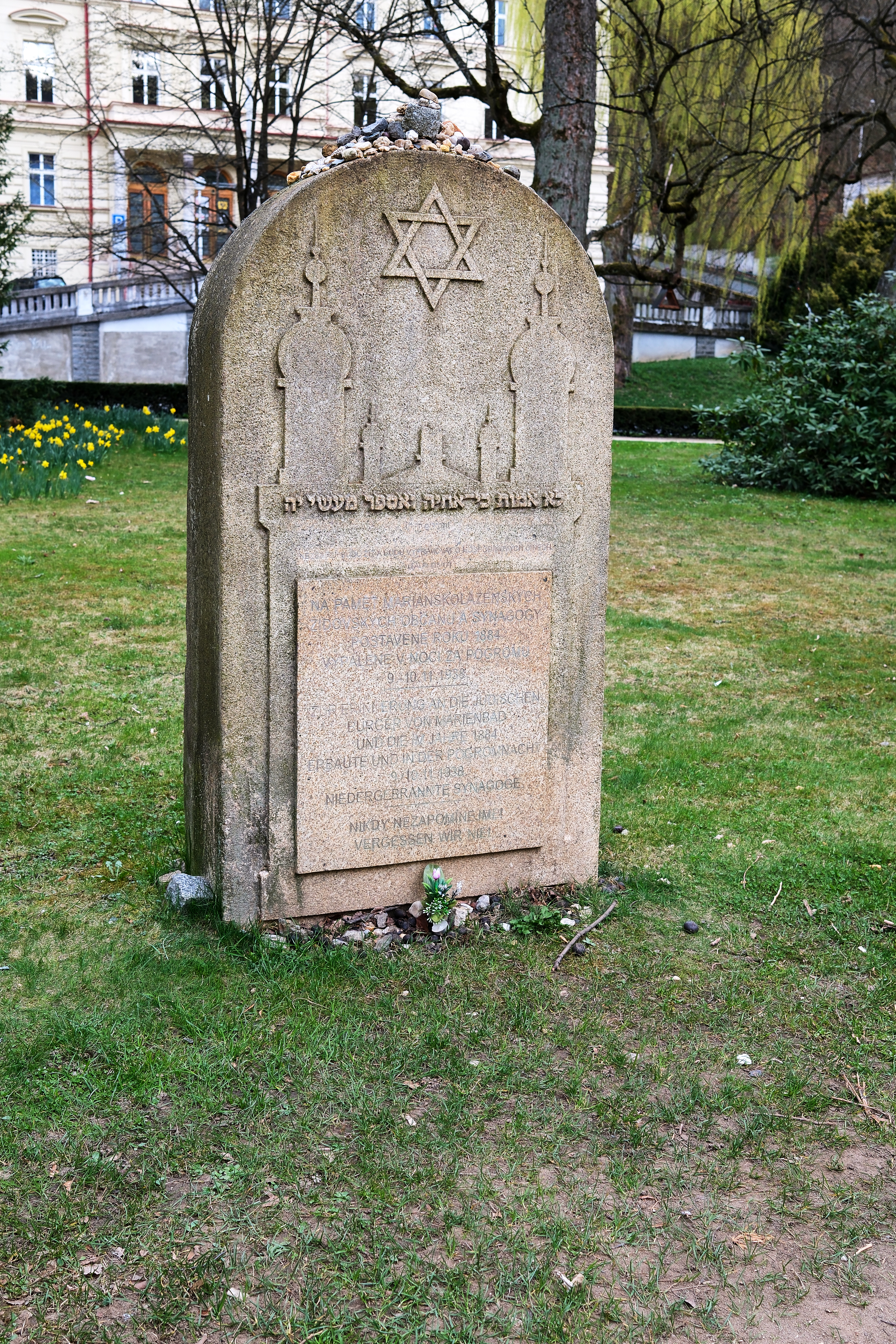
Gedenkstein

Die Synagoge in Marienbad (tschechisch Mariánské Lázně), einer Stadt in Westböhmen im Bezirk Eger in der Karlsbader Region, wurde in den 1880er Jahren errichtet, die feierliche Einweihung fand am 1. +August 1884 statt; der Architekt war Eduard Stern. Die Synagoge stand in der damaligen Kaiserstraße, heute Hlavní třída.

## Geschichte
Durch den Zuzug jüdischer Familien aus dem ländlichen Umland, z. B. aus Dürrmaul, Königswart, Pauten, konnte Mitte der 1870er Jahre eine jüdische Gemeinde gegründet werden. Es gab auch eine große Gruppe jüdischer Kurgäste, die sich regelmäßig in Marienbad aufhielten.
Die jüdische Gemeinde ließ eine repräsentative Synagoge nach Plänen des Baumeisters Eduard Stern im neobyzantinischen Stil errichten. Der Bau wurde durch Spenden von Kurgästen und durch die Mitglieder der jüdischen Gemeinde finanziert.

### Synagoge
Die Synagoge in der weltberühmten Bäderstadt diente vor allem den jüdischen Kurgästen. Seine Sternstunde erlebte das Bethaus nur etwas mehr als ein Jahr vor seiner Zerstörung: Vom 18. bis zum 24. August 1937 wurde der dritte Kongress der ultraorthodoxen Organisation Agudath Israel in Marienbad abgehalten – damals war die Stadt noch Teil der demokratischen Tschechoslowakei.
Beim Novemberpogrom 1938 setzten SA-Männer die Synagoge in Brand, die dadurch völlig zerstört wurde. Die Ruine wurde 1956 abgerissen und das Grundstück blieb seitdem unbebaut. Im Jahr 2023 untersuchen Archäologen aus dem Museum Cheb der nahegelegenen Stadt Cheb (Eger) die Überreste der einstigen Synagoge.

## Gedenken
Zur Erinnerung an die zerstörte Marienbader Synagoge wurde am 10. November 2015 ein Gedenkstein enthüllt. Das Mahnmal steht gegenüber dem Standort der Synagoge.